# Диаконовское согласие
Диа́коновское согла́сие (также Диа́коново согласие, Дья́коново согла́сие, дья́конщина) — течение в старообрядчестве в XVIII и XIX веках, объединявшее последователей Александра диакона. Среди других поповцев отличалось наиболее умеренным отношением к церковным реформам патриарха Никона. Признавало священничество Русской православной церкви, при этом отличалось от прочих беглопоповцев тем, что признавало почитание четырёхконечного креста, а не только восьмиконечного. Также настаивало на особом способе каждения, состоявшем из одного движения вдоль и одного поперёк, а не трёх движений кадилом, как у прочих старообрядцев, за что приверженцы согласия также именовались кадильниками или новокадильниками. Согласие принимало переходивших в него из Русской православной церкви, при этом требовало от новообращённого лишь покаяния, а не миропомазания, как другие старообрядцы. Причиной этого было их отношение к церкви нового обряда как к «греховной» или «раскольнической», но не к «еретической».
Диаконовское согласие было более всего распространено в двух географических старообрядческих центрах — в Керженских скитах и в Стародубье, однако небольшие общины последователей согласия имелись также в ряде других крупных городов России. Установления диаконовцев разбирались на Керженских соборах 1708—1709 и на Ветке. В конце XVIII века диаконовцы вели переговоры о воссоединении с Русской православной церковью при условии сохранения старых обрядов, которые окончились утверждением в 1800 году единоверия. Не принявшие соглашения 1800 года диаконовцы ушли в Ветковское согласие, именуемое также Перемазанским. К середине XIX века приверженцы Диаконовского согласия сохранялись только в Стародубье, позднее их потомки вошли в Русскую древлеправославную церковь.